# Maison Butscher de Visan
La Maison Butscher, dite Maison bulle, est une maison du XXe siècle, à Visan, dans le département de Vaucluse.

## Histoire
Cette maison est l’œuvre de deux architectes, Christian Chambon et Jean-Noël Touche, tous deux disciples de l'architecte Antti Lovag. Le permis de construire date de 1978, les travaux ont eu lieu de 1981 à 1984.
Elle est inscrite au titre des monuments historiques depuis 30 août 2011.

## Construction
Le principe de cette maison, dite « bulle », est sa conception, d'une double coque en béton sur armature métallique.